# ОШ „Свети Сава” Племетина
Основна школа „Свети Сава” је образовна установа која обавља делатност основног образовања и васпитања у систему Републике Србије. Седиште школе налази се у Племетини, општини Обилић на Косову и Метохији.

## Историја
У Племетини четвороразредна основна школа постоји још од 1944. године као истурено одељење матичне Основне школе „Братство” из Обилића, која је 1993. године променила назив у Основна школа „Бранко Радичевић”. Настава се одржавала у приватним кућама мештана, а почетком 50-их година је направљена мала школска зграда која је имала 2 учионице и једну просторију која је коришћена као зборница. У таквим условима настава се изводила све до 1990. године. Крајем 80-их година мештани села Племетине, уз помоћ шире друштвене зеједнице, успевају да изграде нову, модерну школску зграду са одговарајућим капацитетима и условима за нормално одвијање образовно васпитног рада.
1990. године је саграђена нова школска зграда, када се школа и осамостаљује од тадашње Основне школе „Братство” из Обилића и прераста у осморазредну школу. Ова осамостаљена школа је прва на косметским просторима добила име по првом српском просветитељу светом Сави.
Након завршетка рата на Косову и Метохији школа је добрим делом похарана од стране Албанаца, уништени су кабинети за биологију, хемију и физику, библиотека и друге просторије. Али залагањем појединаца школа је сачувана и приведена је својој намени, тако да је школска 1999/2000. година отпочела са закашњем, али је приведена успешно крају. Данас школску зграду поред ученика Основне школе „Свети Сава” користе и средње школе које су измештене из Приштине као истурена одељења, а то су Медицинска школа Приштина и Економско-трговинска школа Приштина.
У истом школском дворишту, на темељима старе школске зграде, међународне снаге на Косову и Метохији су 1999. године подигле монтажни школски објекат у којем су наставу похађали ученици на албанском језику Основне и ниже средње школе „Пандели Сотири” (алб. SHFMU „Pandeli Sotiri”), која функционише под ингиренцијама самопроглашених косовских органа власти. У пролеће 2009. године у школском дворишту, Скупштина општине Обилић изградила је нову школу за ученике који наставу похађају на албанском језику.